# Diacyclops stygius
Diacyclops stygius – gatunek widłonoga z rodziny Cyclopidae; nazwa naukowa gatunku została po raz pierwszy opublikowana w 1924 roku przez szwajcarskiego zoologa Pierre-Alfreda Chappuis.